# Habenaria hymenophylla
Habenaria hymenophylla är en orkidéart som beskrevs av Rudolf Schlechter. Habenaria hymenophylla ingår i släktet Habenaria och familjen orkidéer. Inga underarter finns listade i Catalogue of Life.